# Озерище (Жуковский район)
Озерище — посёлок в Жуковском районе Брянской области, в составе Крыжинского сельского поселения. 
 Расположен в 1 км к северо-востоку от села Крыжино. Население — 5 человек (2010).

## История
Возник в начале XX века, входил в Крыжинский сельсовет. В 1964 году к посёлку присоединён посёлок Красный Курган.
| Годы      | 1926 | 1979 | 1989 | 2002 | 2010 |
| --------- | ---- | ---- | ---- | ---- | ---- |
| Население | 103  | 27   | 3    | 3    | 5    |